# 秋田県立大曲農業高等学校
秋田県立大曲農業高等学校（あきたけんりつ おおまがりのうぎょうこうとうがっこう）は、秋田県大仙市大曲金谷町に所在する公立の農業高等学校。通称は「大農」（だいのう）。

## 概要
1893年（明治26年）に秋田県尋常中学校（秋田県立秋田高等学校）農業専修科として開校。農業クラブ（生徒会）活動が盛んで、大農祭では全校生徒が仮装して大曲の街を練り歩く「仮装行列」などの催し物が開かれている。秋田県立農業科学館と提携し、育てた胡蝶蘭の展覧会を開くなど、県民との交流にも積極的である。

## 沿革
- 1893年
  - 4月1日 - 1891年の中学校令改正及び1893年の秋田県令第26号により、秋田県尋常中学校（現秋田県立秋田高等学校）農業試験場内に農業専修科を設置。校舎は、南秋田郡寺内村八橋 元秋田第一勧業場とした。
  - 9月1日 - 創立記念日設定。
- 1895年（明治28年）4月1日 - 農業専修科を独立させて、秋田県簡易農学校設置。
- 1899年（明治32年）
  - 2月10日 - 秋田県簡易農学校から秋田農学校と改称。
  - 3月20日 - 秋田県農学校を秋田県農業学校と改称。
  - 4月1日 - 養蚕学科新設。
- 1901年（明治34年）7月23日 - 秋田県立秋田農業学校と改称。
- 1902年（明治35年）7月 - 養蚕学科を養蚕別科に変更。
- 1904年（明治37年）
  - 4月1日 - 仙北郡大曲町（現大仙市）への移転を機に稲穂の校章制定[1]。
  - 4月21日 - 現在地に新校舎落成移転。
- 1911年（明治44年）5月31日 - 本校舎全焼。
- 1915年（大正4年）校歌制定。
- 1926年（大正15年）
  - 3月1日 - 校長と生徒が対立。全生徒が盟休で対抗[2]。
  - 4月1日 - 秋田県立大曲農業学校に改称。
  - 10月30日 - 校旗制定[1]。
- 1933年（昭和8年）4月 - 校訓制定[1]。
- 1948年（昭和23年）
  - 4月1日 - 秋田県立大曲農業学校より秋田県立大曲農業高等学校と校名変更。
  - 7月3日 - 定時制課程（中心校）設置開校。
  - 7月26日 - 神宮寺分校開校。
  - 7月27日 - 角間川分校開校。
  - 8月5日 - 六郷分校開校。
  - 8月21日 - 刈和野分校、峰吉川分校開校。
  - 9月23日 - 横沢分校開校。
  - 11月25日 - 南楢岡分校開校。
- 1950年（昭和25年）
  - 4月1日 - 六郷分校分離独立し秋田県立六郷高等学校となる。
  - 4月11日 - 川西分校開校。
- 1951年（昭和26年）4月1日 - 林業科・専攻科設置。内小友演習林設置。
- 1953年（昭和28年）8月 - 生保内演習林設置。
- 1957年（昭和32年）4月1日 - 町村合併により、校名変更。刈和野→西仙北 峰吉川→協和 横沢→太田 南楢岡→南外
- 1958年（昭和33年）4月1日 - 畜産科設置。
- 1959年（昭和34年）4月1日 - 秋田県立沼館高等学校（現：秋田県立雄物川高等学校）大森分校を川西分校と統合し、秋田県立大曲農業高等学校大森分校と校名変更。協和分校と西仙北分校を統合。
- 1962年（昭和37年）4月1日 - 生活科設置。太田分校を秋田県立六郷高等学校千屋分校と統合し、秋田県立大曲農業高等学校定時制課程東仙分校と校名変更。
- 1963年（昭和38年）4月1日 - 農業科1学級増、生活科1学級増、定時制課程家政科設置。
- 1965年（昭和40年）
  - 3月31日 - 神宮寺分校廃校。
  - 4月1日 - 西仙北分校分離独立し、秋田県立西仙北高等学校となる。神岡分教室新設。
- 1974年（昭和49年）3月31日 - 専攻科廃科。
- 1975年（昭和50年）4月1日 - 太田分校・大森分校に全日制普通科設置。
- 1977年（昭和52年）3月1日 - 角間川分校廃校。中心校に統合。
- 1978年（昭和53年）3月1日 - 太田分校・大森分校定時制課程廃止。
- 1980年（昭和55年）3月1日 - 千畑分校廃校。中心校に統合。
- 1982年（昭和57年）3月1日 - 南外分校廃校。中心校に統合。
- 1983年（昭和58年）
  - 3月31日 - 定時制課程家政科廃科。
  - 4月1日 - 園芸科設置。
- 1987年（昭和62年）3月31日 - 中心校農業科廃科。
- 1988年（昭和63年）3月31日 - 中心校普通科廃科。大森分校廃校。生物工学科設置。
- 1991年（平成3年）3月31日 - 神岡教場廃校。定時制課程廃止。
- 1997年（平成9年）4月 - 農業科、林業科、畜産科、園芸科を農業科学科に学科転換。
- 2007年（平成19年）6月 - 「ファシノプシス ダイノウドリーム」英国王立園芸協会（RHS）に交配名を登録。
- 2011年（平成23年）4月 - 農業科学科、生物工学科、生活科学科それぞれを1学級定員40名から35名へ減。
- 2013年（平成25年）
  - 2月 - 世界らん展日本大賞2013で「四季繚蘭（りょうらん）」がディスプレー審査部門奨励賞を受賞。
  - 12月14日 - きのこ研究グループが、第2回エコワングランプリの研究・専門部門において内閣総理大臣賞受賞。
- 2014年（平成26年）9月 - 温室棟、車庫、倉庫棟竣工。
- 2016年（平成28年）
  - 3月 - 新校舎教室棟・管理棟の完成。移転。
  - 4月4日 - 文部科学省の「スーパー・プロフェッショナル・ハイスクール」（SPH）事業に指定。（平成28年から30年度）
- 2017年（平成29年）4月 - 農業科学科3クラスを1クラス減。生物工学科を廃止とし、新たに食品科学科、園芸科学科を新設。4学科5クラス体制となる。

## 進路
毎年の就職と進学の割合は5対5程度であり、進路決定率は毎年100%を達成している。上場企業へ就職する生徒も少なくない。
また普通科目と専門科目の履修バランスがよく、国公立大学にも毎年10名程度進学する。

## 部活動

### 運動部
※は男女が分かれている部活
- 陸上競技部
- 野球部
- 自転車競技部
- 卓球部
- 柔道部
- なぎなた部
- 相撲部
- 剣道部
- ※ハンドボール部
- バスケットボール部
- ※ソフトテニス部
- サッカー部

### 文化部
- 吹奏楽部
- 美術部
- 郷土芸能部
- 書道部
- 写真部
- 家庭部
- 生物工学部
- 測量部
- JRC同好会

### 農業部
- 稲作部
- 果樹部
- 畜産部
- 野菜部
- 食品加工部
- 花卉部

## 生徒会活動
大農では農業クラブと生徒会を括り、ひとつの組織として学校を運営している。その活動は活発で、特に文化祭の一環として行われる仮装行列は、当日には大曲駅から大農まで続く花火通り商店街（旧 サンロード商店街）には多数の観客が訪れる。毎年、仮装行列の先頭では吹奏楽部によるパレード演奏が行われる。
文化祭では毎年新しい行事に着手し、日々進化し続ける文化祭である。準備期間中には校内放送を使用し、音楽を流すなど、全校生徒が一致団結するよう工夫をしている。例年、約2000人にも及ぶ来場者が訪れる。
また、大仙警察署と提携し、街頭犯罪抑止モデル校になるなど、犯罪撲滅運動にも積極的である。

## アクセス
- 羽後交通 「横手・大曲線」[3]・「川西線」[4]で、｢大曲農業高校前｣下車。

## 著名な卒業生
- 根本龍太郎（元国務大臣、衆議院議員）
- 御法川英文（元政務次官、衆議院議員）
- 伊藤功（旧大曲市長）
- 佐藤正一郎（秋田県議会議員、元羽後町長）
- 伊藤富士夫（元競輪選手、1964年東京オリンピック出場）
- 高橋耕作（元競輪選手、1964年東京オリンピック出場）
- 有坂直樹（競輪選手）
- 水谷勇（元プロ野球選手）
- 白岩政寿（元大相撲力士）
- 華王錦武志（元大相撲力士）
- 高橋勇市（マラソンランナー）
- 柳家小平太（落語家）
- 須田祐介（俳優、声優）
- 守澤太志（競輪選手）

## 事故・訴訟
2003年7月22日、柔道部活動で監督（当時31歳）と寝技の練習をしていた男子部員（当時15歳）が絞め技をかけられ何度も「参った」するも監督が技を繰り返しかけ続けた後に意識を失い病院へ搬送、同日午後に死亡が確認、司法解剖の結果、急性心不全とされた。2004年3月、指導を行っていた監督は業務上過失致死容疑で刑事告訴され嫌疑不十分で不起訴。2005年1月、生徒遺族が「練習中の絞め技が死亡原因に至った可能性がある」と、県を相手取り、計約6500万円の損害賠償を求める民事訴訟を秋田地裁に起こした。
2006年9月8日、秋田地裁にて生徒の両親が県を相手に損害賠償を求めている訴訟の第１回口頭弁論が開かれた。県側は答弁書で、元監督が絞め技を繰り返したことや生徒の死因が窒息死であるとする因果関係を否定。2007年10月16日、秋田地裁にて県が両親に謝罪し、和解金1250万円を支払うことで和解。